# Blockhaus Dauens
Das Blockhaus Dauens ist eine abgegangene kurzlebige Burg des Oldenburger Grafen Gerd des Mutigen, die heute im Jadebusen vor der niedersächsischen Stadt Wilhelmshaven liegt.
1454 errichtete Graf Gerd von Oldenburg bei Dauens mit Erlaubnis des Häuptlings von Jever, Tanno Duren, ein befestigtes Blockhaus, das er vor allem als Stützpunkt für Kaperfahrten nutzte. Die Bezeichnung Blockhaus bezieht sich nicht zwingend auf die Verwendung von Holz als Baumaterial, sondern vor allem auf seine Aufgabe zur Blockade eines Verkehrsweges. Da die Einwohner von Dauens die Rache der Hanse für die erfolgreichen Kaperfahrten fürchteten, versuchten sie vergeblich, den Grafen zur Aufgabe der Burg zu bringen. Im Gegenzug erstürmte Graf Gerd im Bündnis mit Tanno Duren 1455 die stark befestigte Kirche von Dauens. Die Burg ist spätestens 1511 in der Antoniflut untergegangen und liegt heute an unbekannter Position auf dem Grund des Jadebusens.